# رون باريت
رون باريت (بالإنجليزية: Ron Barrett)‏ هو رسام توضيحي أمريكي، ولد في 25 يوليو 1937.

## وصلات خارجية
- رون باريت على موقع IMDb (الإنجليزية)
- رون باريت على موقع قاعدة بيانات الفيلم (الإنجليزية)